# Дубова алея
Дубо́ва але́я — вікові дерева, ботанічна пам'ятка природи місцевого значення в Україні. Розташована у селі Яблунів Чортківського району Тернопільської області, в межах садиби санаторію. 
Площа — 0,22 га. Оголошена об'єктом природно-заповідного фонду ухвалою виконкому Тернопільської обласної ради від 13 грудня 1971 року № 645. Перебуває у віданні Яблунівського дитячого туберкульозного санаторію. 
Під охороною — 22 дуби віком 150—200 років, діаметром 90-170 см. Цінні в історичному, науково-пізнавальному та естетичному значеннях.